# Аннали Бертона
Аннали Бертона (лат. Annales Burtonenses) – часопис, складений у бенедиктинському монастирі у місті Бертон-на-Тренті (графство Стаффордшир).

## Короткі відомості
Монастир було засновано близько 1002 - 1004 років Вульфріком Слотом. Монастир існував до 1539 року.
Аннали починаються у 1004 році з хартії про заснування монастиря. Записи подій до 1189 року є надзвичайно короткими і стосуються життя як самого Бертонського монастиря, так і сусідніх.
З 1189 до 1201 року аннали базуються переважно на Часопису Роджера з Говедена. А з 1211 року аннали набувають самостійного характеру, хоч деякі факти, які в них наводяться, містяться також і у «Великому часопису» Матвія Паризького.
Оригінал рукопису Анналів зберігається в Лондоні у Британському музеї. 